# Phaonia shanxiensis
Phaonia shanxiensis este o specie de muște din genul Phaonia, familia Muscidae, descrisă de Zhang, Zhao și Wu în anul 1985. Conform Catalogue of Life specia Phaonia shanxiensis nu are subspecii cunoscute.